# Радикальная партия (Франция)
Радикальная партия (фр. Parti Radical) — французская политическая партия либерального толка.
Партия вначале занимала левые позиции, с появлением на политической сцене социалистов и затем коммунистов сместилась на левоцентристские (на парламентских выборах в середине XX века участвовала в коалиции с левыми) и наконец центристские позиции (до 2011 сотрудничала с правым Союзом за народное движение).

## История

### Третья республика
Радикальные республиканцы присутствовали в Национальном собрании Франции на протяжении всего периода Третьей республики (среди их самых заметных лидеров на рубеже XIX и XX веков были Жорж Клемансо и Эмиль Комб). В отдельные периоды политики-радикалы становились главами правительства (например, Анри Бриссон в 1885—1886 и 1898 годах; Леон Буржуа в 1895—1896 годах).
21 июня 1901 года в Париже на основе фракции радикалов была сформирована Республиканская, радикальная и радикально-социалистическая партия (распространённый русский перевод Республиканская партия радикалов и радикал-социалистов, фр. Parti républicain, radical et radical-socialiste — PRRRS). На первых же своих выборах в 1902 году радикалы выступили в составе Левого блока, в который наряду с ними вошли социалисты и более умеренные республиканцы из Демократического республиканского альянса. Блок получил большинство мест, а Эмиль Комб стал премьер-министром. Радикалам и их союзникам удалось провести действующий до сих пор закон об отделении церкви от государства (1905 год). Перед следующими выборами 1906 года коалиция распалась, однако фракция Радикальной партии снова оказалась крупнейшей; новый кабинет министров (1906—1909 годы) возглавил Клемансо. При нём были введены подоходный налог и трудовые пенсии.
Официальная программа партии была принята на её 7-м съезде в 1907 году и предусматривала неприкосновенность всеобщего избирательного права и демократических свобод, светскость и окончательное отделение церкви от государства, создание единой светской системы народного образования, прогрессивный подоходный налог, социальное страхование и пенсии для рабочих, национализацию ряда монополий.
До конца Третьей республики радикалы обычно были крупнейшей партией в парламенте, однако, добившись основных своих целей, партия стала переходить на более консервативные позиции; слева её всё сильнее теснили социалисты. Находясь в центре политического поля и выступая как против реакции, так и против социалистической революции, радикалы участвовали в составе практически всех коалиционных правительств, то блокируясь с правыми, то получая поддержку левых. Дюверже писал: «Во Франции с 1905 г. намечается доминирование партии радикалов: практически оно не прекращалось вплоть до 1940 г., поскольку правое крыло радикалов обычно имело известное влияние на консервативные правительства, даже в период Национального блока». Также он относил радикалов к числу партий, в которых парламентская фракция доминирует над руководством партии, объясняя это высокой децентрализованностью партии.
В 1917—1920 Клемансо опять был премьер-министром, доведя Первую мировую войну до победного конца и участвовав в подписании Версальского мира.
Первые после войны выборы 1919 года принесли победу правому Национальному блоку, однако некоторые радикалы принимали участие в правых правительствах. В 1924 году они снова сблизились с социалистами, сформировав Левую коалицию. После победы на выборах премьер-министром опять на недолгое время (1924—1925 годы) стал радикал — новый лидер партии Эдуар Эррио. Однако в 1926 году коалиция распалась. Очередная Левая коалиция возникла перед 1932 года и опять добилась успеха, но просуществовала ещё меньшее время — 7 февраля 1934 года она распалась после беспорядков, устроенных ультраправыми организациями. Но в 1936 году, на следующих выборах, радикалы выступили в союзе (Народном фронте) уже не только с социалистами, но и с ФКП. На этот раз их фракция уступала по численности социалистам, и новое правительство впервые возглавил социалист Леон Блюм. В апреле 1938 года кабинет Блюма был распущен, а радикалы опять объединились с консервативными политиками в составе правительства Эдуара Даладье. В 1938—1940 годах Даладье проводил всё более правый курс, в частности, запретив коммунистическую газету L'Humanité и отменив 40-часовую рабочую неделю(одно из главных достижений Народного фронта).

### Четвёртая республика
После окончания Второй мировой войны Радикальная партия потеряла и так и не смогла восстановить своё прежнее влияние. Занимая последовательную прорыночную позицию, она находилась в оппозиции к новой трёхпартийной коалиции, включавшей в себя СФИО, ФКП и Народное республиканское движение, которая проводила достаточно левый экономический курс. В 1947 году радикалы вошли в состав новой коалиции «третьей силы» (вместе СФИО, НРД и Национальным центром независимых и крестьян); некоторые из правительств третьей республики возглавлялись радикалами, в частности, Анри Кеем (премьер-министр 1948—1949, 1950, 1951 годах) и Пьером Мендес-Франсом (1954—1955 годы), который проводил последовательно антиколониалистский курс. Эдгар Фор, несогласный с наметившимся при Мендес-Франсе смещением партии влево, произвёл раскол в партии, что привело к падению правительства Мендес-Франса, и создал собственную правоцентристскую партию. Дальнейший раскол произошёл по вопросу об отношении к Алжирской войне и привёл к уходу Мендес-Франса с должности председателя партии. Дальнейший дрейф партии вправо привёл к поддержке ею установления Пятой республики в 1958 году и исключению Мендес-Франса (впоследствии он примкнул к Объединённой социалистической партии).

### Пятая республика
В 1959 году радикалы перешли в оппозицию к президенту де Голлю. Парламентские выборы 1962 года стали последними, на которых радикалы выступили самостоятельно, а не в составе более широкой коалиции. В 1965 году они опять создали коалицию с социалистами — Федерацию демократических и социалистических левых сил (фр. Fédération de la gauche démocrate et socialiste), просуществовавшую до 1968 года, когда левые потерпели тяжёлое поражение на выборах.
В 1972 году в Радикальной партии, терзаемой вопросами политической ориентации и допустимости сотрудничества с коммунистами, произошёл окончательный раскол между левым и правым крылом. Первое создало собственную партию, существующую до сих пор под названием Левая радикальная партия. Оставшиеся радикалы, противостоящие как левым, так и голлистам, сначала объединились с христианскими демократами в Реформистское движение и на выборах 1974 поддержали президентскую кандидатуру Валери Жискар д’Эстена. Союз с христианскими демократами вскоре распался, а в 1978 году Радикальная партия вошла в созданный Жискаром д’Эстеном Союз за французскую демократию, в составе которого действовала до 2002 года, после чего перешла в более консервативный Союз за народное движение. В настоящий момент радикалы представляют собой небольшую фракцию в составе Союза за народное движение, всё ещё выделяясь среди прочих консерваторов своим антиклерикализмом.
В Сенате правые и левые радикалы, несмотря на принадлежность к разным партиям, всё ещё заседают в составе единой фракции под названием «Европейское демократическое и социальное собрание» (фр. Rassemblement démocratique et social européen).

## Организационная структура
Радикальная партия состоит из федераций (fédération) по одной на департамент, федерации из комитетов (comité), по одной на округ.
Высший орган — съезд (congrès), между съездами — исполнительный комитет (comité exécutif), высшие органы федераций — общие собрания, между общими собраниями — бюро.

## Председатели партии
Ниже перечислены председатели партии:
- Гюстав Мезюрёр (1901—1902)
- Жан Дубеф (1902—1903)
- Морис Фор (1903—1904)
- Морис Берто (1904—1905)
- Эмиль Комб (1905—1906)
- Камилль Пеллетан (1906—1907)
- Огюст Дельпеш (1907—1908)
- Луи Лафферр (1908—1909)
- Эрнест Валле (1909—1910)
- Эмиль Комб (1910—1913)
- Жозеф Кайо (1913—1917)
- Шарль Дебьер (1917—1918)
- Андре Ренар (1918—1919)
- Эдуар Эррио (1919—1920)
- Морис Сарро (1920—1927)
- Эдуар Даладье (1927—1931)
- Эдуар Эррио (1931—1936)
- Эдуар Даладье (1936—1944)
- Эдуар Эррио (1944—1957)
- Эдуар Даладье (1957—1958)
- Феликс Гайяр (1958—1961)
- Морис Фор (1961—1965)
- Рене Биллер (1965—1969)
- Морис Фор (1969—1971)
- Жан-Жак Серван-Шрайбер (1971—1975)
- Габриэль Пероннэ (1975—1977)
- Жан-Жак Серван-Шрайбер (1977—1979)
- Дидье Бариани (1979—1983)
- Андре Россино (1983—1988)
- Ив Галлан (1988—1993)
- Андре Россино (1993—1997)
- Тьерри Корнилле (1997—1999)
- Франсуа Лоос (1999—2003)
- Андре Россино (2003—2005)
- Жан-Луи Борлоо и Андре Россино (совместно, 2005—2007)
- Жан-Луи Борлоо (2007—2014)
- Лорен Энар (2014—2017)

## Выборы в Национальное собрание
| Год                              | Лидер                  | 1-й тур    | 1-й тур | 1-й тур | 1-й тур | 2-й тур    | 2-й тур | 2-й тур | 2-й тур | Мандаты    | +/-  | Итог      |
| Год                              | Лидер                  | Голоса     | %       | ± пп    | Место   | Голоса     | %       | ± pp    | Место   | Мандаты    | +/-  | Итог      |
| -------------------------------- | ---------------------- | ---------- | ------- | ------- | ------- | ---------- | ------- | ------- | ------- | ---------- | ---- | --------- |
| 1902                             | Эмиль Комб             | 853 140    | 10,14   | н/д     | 3-е     | N/A        | N/A     | N/A     | N/A     | 104 из 589 | н/д  | Коалиция  |
| 1906                             | Эмиль Комб             | 2 514 508  | 28,53   | ▲ 18,39 | ▲ 1-е   | N/A        | N/A     | N/A     | N/A     | 132 из 585 | ▲ 28 | Коалиция  |
| 1910                             | Эмиль Комб             | 1 727 064  | 20,45   | ▼ 8,08  | ▬ 1-е   | N/A        | N/A     | N/A     | N/A     | 148 из 587 | ▲ 16 | Коалиция  |
| 1914                             | Жозеф Кайо             | 1 530 188  | 18,15   | ▼ 2,30  | ▬ 1-е   | N/A        | N/A     | N/A     | N/A     | 140 из 592 | ▼ 8  | Коалиция  |
| Первая мировая война (1914—1918) |                        |            |         |         |         |            |         |         |         |            |      |           |
| 1919                             | Эдуар Эррио            | 1 420 381  | 17,43   | ▼ 0,72  | ▼ 2-е   | N/A        | N/A     | N/A     | N/A     | 86 из 616  | ▼ 54 | Коалиция  |
| 1924                             | Эдуар Эррио            | 1 612 581  | 17,86   | ▲ 0,43  | ▬ 2-е   | N/A        | N/A     | N/A     | N/A     | 139 из 584 | ▲53  | Коалиция  |
| 1928                             | Эдуар Даладье          | 1 682 543  | 17,77   | ▲ 0,09  | ▼ 3-е   | N/A        | N/A     | N/A     | N/A     | 120 из 602 | ▼ 19 | Коалиция  |
| 1932                             | Эдуар Эррио            | 1 836 991  | 19,18   | ▲ 1,41  | ▲ 1-е   | N/A        | N/A     | N/A     | N/A     | 157 из 605 | ▲ 37 | Коалиция  |
| 1936                             | Эдуар Даладье          | 1 422 611  | 14,45   | ▼ 4,73  | ▼ 3-е   | N/A        | N/A     | N/A     | N/A     | 111 из 612 | ▼ 46 | Коалиция  |
| Вторая мировая война (1939—1945) |                        |            |         |         |         |            |         |         |         |            |      |           |
| 1945                             | Эдуар Эррио            | 2 018 665  | 10,54   | ▼ 3,91  | ▼ 5-е   | N/A        | N/A     | N/A     | N/A     | 60 из 522  | ▼ 51 | Коалиция  |
| Июнь 1946                        | Эдуар Эррио            | 2 295 119  | 11,54   | ▲ 1,00  | ▬ 5-е   | N/A        | N/A     | N/A     | N/A     | 39 из 522  | ▼ 21 | Оппозиция |
| Ноябрь 1946                      | Эдуар Эррио            | 2 381 385  | 12,40   | ▲ 0,86  | ▬ 5-е   | N/A        | N/A     | N/A     | N/A     | 55 из 544  | ▲ 16 | Оппозиция |
| 1951                             | Эдуар Эррио            | 1 887 583  | 11,13   | ▼ 1,27  | ▼ 6-е   | N/A        | N/A     | N/A     | N/A     | 67 из 544  | ▲ 12 | Коалиция  |
| 1956                             | Эдуар Эррио            | 2 381 385  | 12,40   | ▲ 1,27  | ▲ 5-е   | N/A        | N/A     | N/A     | N/A     | 54 из 544  | ▼ 13 | Коалиция  |
| 1958                             | Феликс Гайяр           | 2 695 287  | 13,15   | н/д     | 5-е     | 1 398 409  | 7,77    | н/д     | 5-е     | 37 из 576  | ▼ 17 | Коалиция  |
| 1962                             | Морис Фор              | 1 429 649  | 7,80    | ▼ 5,35  | ▬ 5-е   | 1 172 711  | 7,69    | ▼ 0,08  | ▼ 6-е   | 42 из 485  | ▲ 5  | Оппозиция |
| 1967                             | Рене Биллер            | 4 207 166  | 18,79   | н/д     | 3-е     | 4 505 329  | 24,08   | н/д     | 2-е     | 24 из 487  | ▼ 18 | Оппозиция |
| 1968                             | Рене Биллер            | 3 660 250  | 16,53   | ▼ 2,26  | ▬ 3-е   | 3 097 338  | 21,25   | ▼ 2,83  | ▬ 2-е   | 15 из 487  | ▼ 9  | Оппозиция |
| 1973                             | Жан-Жак Серван-Шрайбер | 2 967 481  | 12,51   | н/д     | ▼ 4-е   | 1 631 978  | 6,96    | н/д     | ▼ 4-е   | 4 из 490   | ▼ 11 | Оппозиция |
| 1978                             | Жан-Жак Серван-Шрайбер | 6 128 849  | 21,46   | н/д     | ▲ 3-е   | 5 907 603  | 23,19   | н/д     | ▲ 3-е   | 9 из 491   | ▲ 5  | Коалиция  |
| 1981                             | Дидье Бариани          | 4 827 437  | 19,20   | ▼ 2,26  | ▬ 3-е   | 3 489 363  | 18,68   | ▼ 4,51  | ▬ 3-е   | 2 из 491   | ▼ 7  | Оппозиция |
| 1986                             | Андре Россино          | 2 330 072  | 8,31    | н/д     | 4-е     | N/A        | N/A     | N/A     | N/A     | 7 из 577   | ▲ 5  | Коалиция  |
| 1988                             | Андре Россино          | 4 519 459  | 18,50   | н/д     | 3-е     | 4 299 370  | 21,18   | н/д     | 3-е     | 3 из 577   | ▼ 4  | Оппозиция |
| 1993                             | Ив Галлан              | 4 855 274  | 19,08   | ▲ 0,58  | ▲ 2-е   | 5 331 935  | 25,84   | ▲ 4,66  | ▬ 3-е   | 14 из 577  | ▲ 11 | Коалиция  |
| 1997                             | Андре Россино          | 3 601 279  | 14,21   | ▼ 4,87  | ▬ 5-е   | 5 323 177  | 20,77   | ▼ 5,07  | ▬ 5-е   | 3 из 577   | ▼ 11 | Оппозиция |
| 2002                             | Франсуа Лоос           | 8 408 023  | 33,30   | н/д     | 1-е     | 10 029 669 | 47,26   | н/д     | 1-е     | 9 из 577   | ▲ 6  | Коалиция  |
| 2007                             | Жан-Луи Борлоо         | 10 289 737 | 39,54   | ▲ 6,24  | ▬ 1-е   | 9 460 710  | 46,36   | ▼ 0,90  | ▬ 1-е   | 16 из 577  | ▲ 7  | Коалиция  |
| 2012                             | Жан-Луи Борлоо         | 321 124    | 1,24    | н/д     | 10-е    | 311 199    | 1,35    | н/д     | 9-е     | 6 из 577   | ▼ 10 | Оппозиция |
| 2017                             | Лорен Энар             | 687 225    | 3,03    | н/д     | 8-е     | 551 784    | 3,04    | н/д     | 7-е     | 3 из 577   | ▼ 3  | Коалиция  |
| 2022                             | Лорен Энар             | 5 857 364  | 25,75   | н/д     | 1-е     | 8 002 419  | 38,57   | н/д     | 1-е     | 5 из 577   | ▲ 2  | Коалиция  |
| 2024                             | Лорен Энар             | 6 820 446  | 21,28   | ▼ 4,47  | ▼ 3-е   | 6 691 619  | 24,53   | ▼ 14,04 | ▼ 3-е   | 1 из 577   | ▼ 4  | Коалиция  |

1. 1 2  Указаны голоса за ФДСЛС[фр.] и места, полученные радикалами.
2. ↑  Указаны голоса за Реформаторское движение[фр.] и места, полученные радикалами.
3. 1 2 3 4 5 6  Указаны голоса за СФД и места, полученные радикалами.
4. 1 2  Указаны голоса за СНД и места, полученные радикалами.
5. ↑  Указаны голоса за СДН и места полученные радикалами.
6. 1 2  Указаны голоса за коалицию «Вместе» и места полученные радикалами.